# Ubayd-Al·lah ibn al-Abbàs
Ubayd-Al·lah ibn al-Abbàs ibn Abd-al-Múttalib al-Quraixí al-Haiximí (àrab: عبيد الله بن العباس بن عبد المطلب القرشي الهاشمي, ʿUbayd Allãh b. al-ʿAbbās b. ʿAbd al-Muṭṭalib al-Quraxī al-Hāximī) (622 - 704/706) fou cosí i company de Mahoma. Fou partidari d'Alí ibn Abi-Tàlib, que el va nomenar governador del Iemen. El 658 va dirigir el pelegrinatge i el 660 altre cop. Aquest darrer any es va trobar a la Meca amb el cap del pelegrinatge designat per Muàwiya ibn Abi-Sufyan, Yazid ibn Xajara ar-Ruhawí. El 660/661 Muàwiya va enviar al Iemen al general Busr ibn Artat i Ubayd-Al·lah va haver de fugir però dos dels seus fills foren morts pel general omeia. Ubayd-Al·lah va donar suport a la causa d'al-Hàssan ibn Alí com a califa però finalment Muàwiya va comprar la seva voluntat per un milió de dirhams i es va retirar a Medina on va morir vell.